# Piggybacking

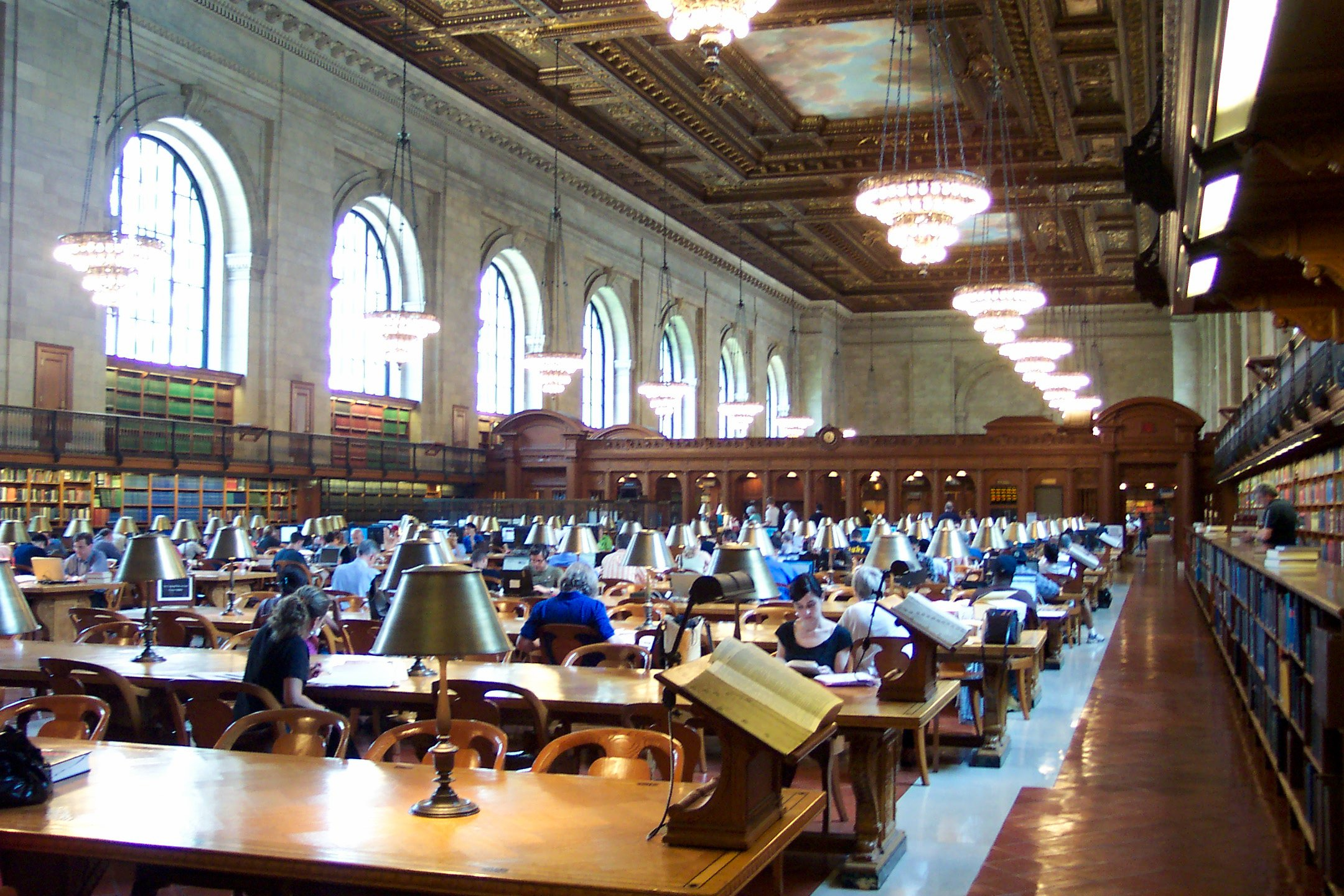
Salão de leitura da Biblioteca Pública de Nova York: Wi-Fi liberado.

Piggybacking (equivalente a "carregar nas costas"), é um termo da língua inglesa que, em jargão ferroviário, significa transportar um veículo - tal como um automóvel - num vagão adaptado, tem sido usado de forma mais ampla como referência a uma conexão de internet sem fio obtida quando alguém leva seu computador (geralmente, um laptop) para dentro da área de acesso de outrem, e usa a internet sem fio de graça, sem o conhecimento ou autorização explícita do assinante do serviço. É uma prática controvertida, tanto legal quanto eticamente, com leis que variam de jurisdição para jurisdição ao redor do mundo. Enquanto em alguns lugares a prática é considerada totalmente fora da lei, em outras é permitida.
O cliente de um negócio que forneça um serviço de hotspot, tal como um hotel ou lanchonete, geralmente não é considerado como um praticante de piggybacking; todavia, pessoas que ali estejam, mas que nada tenham consumido, e aqueles fora das dependências físicas do estabelecimento, podem ser consideradas como tal. Muitos estabelecimentos oferecem internet sem fio como uma cortesia para seus clientes, com ou sem a cobrança de uma taxa extra, ou simplesmente como um método para atrair consumidores para o local.
Piggybacking não deve ser confundido com wardriving, que envolve apenas a detecção ou mapeamento dos pontos de acesso existentes.